# ناحیه الغزوات
ناحیه الغزوات (به عربی: دائرة الغزوات) یک ناحیه در الجزایر است که در استان تلمسان واقع شده‌است.

## خصوصیات
ناحیه الغزوات ۶۶٬۸۴۳ نفر جمعیت دارد.